# Эчеварриа, Лусия
Лусия Эчеварриа де Асте́йнса (исп. Lucía Etxebarría de Asteinza; род. 7 декабря 1966, Валенсия) — испанская писательница и поэтесса, биограф, сценаристка.

## Биография
Родители Лусии родом из Страны Басков. Училась в монастырской школе, переселилась в Мадрид, изучала в университете журналистику и английскую филологию. Работала в средствах массовой информации. Первая книга — романизированная биография Кортни Лав и Курта Кобейна (1996). Вышедший затем первый роман «Страсть, любопытство, прозак и сомнения» (1997) завоевал премию Аны Марии Матуте. Работала в кино, преподавала сценарное искусство за рубежом (в Абердине). Выступает со стихами, прозой, феминистской эссеистикой. Несколько её книг экранизированы.
За книги стихов и прозы несколько раз обвинялась в плагиате, хотя автор и её адвокаты отстаивали право современного писателя на активную интертекстуальность.

## Сочинения

### Романы
- Страсть, любопытство, прозак и сомнения / Amor, curiosidad, prozac y dudas (1997).
- Beatriz y los cuerpos celestes (1998, премия Надаля).
- Nosotras que no somos como las demás (1999).
- De todo lo visible y lo invisible (2001, премия Primavera).
- Una historia de amor como otra cualquiera (2003).
- Un milagro en equilibrio (2004, премия «Планета»).
- Cosmofobia (2007).
- Lo verdadero es un momento de lo falso (2010).
- El contenido del silencio (2011).
- Dios no tiene tiempo libre (2013).

- Cuentos clásicos para chicas modernas (2013).
- Le don empoisonné de la folie (2017).
- Por qué el amor nos duele tanto (2017).
- Mujeres extraordinarias (2019).

### Поэзия
- Estación de infierno (2001)
- Actos de amor y de placer (2004)
- Batirse en vuelo (2017)

### Эссе
- La historia de Kurt y Courtney: aguanta esto (1996)
- La Eva futura. La letra futura (2000)
- En brazos de la mujer fetiche (2002), в соавторстве с Соней Нуньес Пуэнте
- Courtney y yo (2004)
- Ya no sufro por amor [2005)

- El club de las malas madres (2009), в соавторстве с Гойо Бустосом[3]
- Liquidación por derribo. Cómo se gestó la que está cayendo (2013)
- Tu corazón no está bien de la cabeza. Cómo salí de una relación tóxica (2013)[4]
- Más peligroso es no amar (2016)
- Mujeres extraordinarias. Una historia de mentiras (2019)

### Киносценарии
- Sobreviviré (1999)
- Amor, curiosidad, prozac y dudas (2001)
- La mujer de mi vida (2001)
- I love you baby (2001)